# 航空幕僚監部
航空幕僚監部（こうくうばくりょうかんぶ、略称：空幕（くうばく）、英語：Air Staff Office、略称：ASO）は、日本の官公庁の一つであり、防衛省の特別の機関である。

## 概要
航空自衛隊の防衛及び警備に関する計画の立案に関する事務等を掌ることを任務とする、防衛省に置かれる特別の機関である。航空幕僚監部の長は航空幕僚長である。
尚、空幕は戦前の参謀本部・軍令部のように所謂軍令のみを担っているのではなく、統合幕僚監部・防衛省内局と合同で、予算・人事・総務・編成・調達等を含めた航空自衛隊を取り巻く防衛行政全般を担っている。その意味では、軍令・軍政双方の機能を持っているのである。かつては、まず航空幕僚監部がいわゆる軍政（フォースプロバイダー）と軍令（フォースユーザー）の双方の事項について計画立案し、さらに防衛省の内部部局がそれらを調整するという二重の手順を経る形になっていた。2000年代に入ってからの防衛省改革により、軍令（部隊運用）にかかる部分については、統合幕僚監部/統合幕僚長の職掌となり、航空幕僚監部は軍政（フォースプロバイダー）としての部隊運営が主となっている。

## 沿革
- 1954年（昭和29年）7月1日：防衛庁が創設され、航空自衛隊が発足。航空幕僚監部が越中島に開庁。監理部、人事部、防衛部、装備部が編成。
- 1956年（昭和31年）3月25日：航空幕僚監部が霞が関庁舎に移転。
- 1957年（昭和32年）11月1日：「監察官」を設置。
- 1958年（昭和33年）5月23日：教育部及び人事部を「人事教育部」に統合、「技術部」を設置。
- 1960年（昭和35年）1月11日：航空幕僚監部が檜町庁舎に移転。
- 1978年（昭和53年）4月5日：監理部に「法務課」を設置。
- 1987年（昭和62年）5月21日：衛生部及び防衛部副部長を廃止、「調査部」及び「首席衛生官」を設置。
- 1992年（平成04年）7月1日：人事教育部副部長及び人事課を廃止、人事教育部に「人事計画課」及び「補任課」を設置。
- 2000年（平成12年）5月8日：航空幕僚監部が市ヶ谷庁舎に移転。
- 2003年（平成15年）3月27日：監理部、監察官、監理課及び通信電子課を廃止、「総務部」、「監理監察官」、「装備体系課」及び「情報通信課」を設置。
- 2006年（平成18年）3月27日：内部組織の改組。

1. 調査部を「運用支援・情報部」に改組。
2. 防衛部運用課を「運用支援・情報部運用支援課」に改組。
3. 調査部調査課を「運用支援・情報部情報課」に改組。
4. 技術部技術第1課及び技術第2課を「技術課」に改組。
5. 総務部法務課を「首席法務官」に改編。

- 2014年（平成26年）3月26日：装備部整備課および補給課を廃止し、「整備・補給課」に集約（3個課体制から2個課体制へ）[1]。
- 2015年（平成27年）10月1日：防衛装備庁新編に伴い装備部及び技術部を廃止し、「装備計画部」に改組[2]。
- 2021年（令和3年）3月18日：内部組織の改組[3]。

1. 人事教育部人事計画課、援護業務課および教育課の3個課を「人事教育計画課」、「募集・援護課」の2個課に改組。
2. 防衛部装備体系課、情報通信課を「事業計画第1課」、「事業計画第2課」に改組。
3. 「科学技術官」を新設。

## 組織編成
内部編成は次のとおり。
- 航空幕僚長
- 航空幕僚副長
- 総務部（部長：将補（二））
  - 総務課
    - 総務班
    - 文書班
    - 渉外班
    - 庶務室
    - 広報室
    - 基地対策室
    - 情報公開・個人情報保護室
    - 総務調整官
    - 副官
    - 警務管理官

  - 会計課
    - 経理班
    - 予算班
    - 主計班
    - 審査班
- 人事教育部（部長：将補（一））
  - 人事教育計画課
    - 企画班
    - 制度班
    - ワークライフバランス推進企画班
    - 養成班
    - 教育室

  - 補任課
    - 人事第1班
    - 人事第2班
    - 職員人事管理室
    - 服務室

  - 厚生課
    - 厚生班
    - 共済班
    - 給与室

  - 募集・援護課
    - 企画班
    - 募集班
    - 援護班
    - 援護業務班
- 防衛部（部長：将補（一））
  - 防衛課
    - 防衛班
    - 防衛協力班
    - 業務計画班
    - 編成班
    - 分析室
    - 分析企画官

  - 事業計画第1課
    - 企画班
    - 航空第1班
    - 航空第2班
    - 防空システム班

  - 事業計画第2課
    - 情報システム班
    - 宇宙領域班
    - サイバーセキュリティ班
    - 先端技術推進班

  - 施設課
    - 計画班
    - 施設基準班
    - 管理班
    - 建設第1班
    - 建設第2班
    - 通信建設班
    - 施設整備企画調整官
- 運用支援・情報部（部長：将補（二））
  - 運用支援課
    - 計画班
    - 部隊訓練第1班
    - 部隊訓練第2班
    - 部隊訓練第3班
    - 演習・検閲班

  - 情報課
    - 計画班
    - 情報保証班
    - 情報運用室
    - 情報保全室
- 装備計画部（部長：将補（一））
  - 装備課
    - 企画班
    - 研究班
    - 装備基準班
    - 装備情報班
    - 調達管理班

  - 整備・補給課
    - 総括班
    - 航空機班
    - 搭載通信電子班
    - 高射班
    - 武器弾薬班
    - 宇宙通信電子システム班
    - 輸送補給室
- 科学技術官（1佐）
  - 科学技術計画官
  - 研究開発制度評価官
  - 先端技術革新推進官
  - 基幹技術革新推進官
- 監理監察官（将補（二））
  - 総括副監理監察官
  - 隊務評価室
  - 会計監査室
  - 副監理監察官
- 首席法務官（1佐（一））
  - 次席法務官
  - 法務官
- 首席衛生官（将補（二）・医官）
  - 次席衛生官
  - 衛生官

## 主要幹部
| 官職名             | 階級    | 氏名       | 補職発令日     | 前職                                        |
| ------------------ | ------- | ---------- | -------------- | ------------------------------------------- |
| 航空幕僚長         | 空将    | 森田雄博   | 2025年08月01日 | 航空支援集団司令官                          |
| 航空幕僚副長       | 空将    | 門間政仁   | 2025年08月01日 | 中部航空方面隊司令官                        |
| 総務部長           | 空将補  | 市川佳弘   | 2025年08月01日 | 航空自衛隊幹部学校航空研究センター長        |
| 人事教育部長       | 空将補  | 尾山正樹   | 2025年03月24日 | 航空幕僚監部運用支援・情報部長              |
| 防衛部長           | 空将補  | 久保田隆裕 | 2024年08月02日 | 防衛大学校防衛学教育学群長                  |
| 運用支援・情報部長 | 空将補  | 德重広為智 | 2025年03月24日 | 航空幕僚監部監理監察官                      |
| 装備計画部長       | 空将補  | 藤永国博   | 2024年03月28日 | 第5航空団司令 兼 新田原基地司令             |
| 科学技術官         | 1等空佐 | 政金浩治   | 2023年11月22日 | 防衛装備庁長官官房装備開発官付 開発管理室長 |
| 監理監察官         | 空将補  | 柳享範     | 2025年03月24日 | 航空総隊司令部防衛部長                      |
| 首席法務官         | 1等空佐 | 右田竜治   | 2023年03月16日 | 航空教育隊司令 兼 防府南基地司令            |
| 首席衛生官         | 空将補  | 辻本哲也   | 2023年12月22日 | 航空医学実験隊司令                          |

## 航空幕僚副長
| 代 | 氏名       | 在職期間                | 出身校・期                         | 前職                                           | 後職                   |
| -- | ---------- | ----------------------- | ---------------------------------- | ---------------------------------------------- | ---------------------- |
| 01 | 佐薙毅     | 1954.7.1 - 1956.7.2     | 海兵50期・ 海大32期                |                                                | 航空幕僚長             |
| 02 | 秋山紋次郎 | 1956.7.3 - 1959.7.17    | 陸士37期・ 陸大48期                | 航空幕僚監部防衛部長                           | 航空自衛隊幹部学校長   |
| 03 | 松田武     | 1959.7.18 - 1962.4.6    | 陸士39期・ 東京帝国大学            | 中部航空方面隊司令                             | 航空幕僚長             |
| 04 | 小島喜久   | 1962.4.7 - 1963.7.31    | 陸士42期・ 陸大52期                | 中部航空方面隊司令                             | 航空総隊司令官         |
| 05 | 浦茂       | 1963.8.1 - 1964.4.16    | 陸士44期・ 陸大52期                | 航空幕僚監部防衛部長                           | 航空幕僚長             |
| 06 | 田中耕二   | 1964.4.17 - 1966.6.30   | 陸士45期・ 陸大52期                | 航空幕僚監部防衛部長                           | 中部航空方面隊司令官   |
| 07 | 大室孟     | 1966.7.1 - 1967.11.14   | 陸士45期                           | 北部航空方面隊司令官                           | 航空幕僚長             |
| 08 | 矢作十郎   | 1967.11.15 - 1968.11.17 | 陸士47期・ 陸大55期                | 西部航空方面隊司令官                           | 術科教育本部長         |
| 09 | 緒方景俊   | 1968.11.18 - 1969.4.24  | 陸士46期・ 陸大55期                | 術科教育本部長                                 | 航空幕僚長             |
| 10 | 根來卓美   | 1969.4.25 - 1970.6.30   | 陸士47期・ 陸大57期                | 航空自衛隊幹部学校長専任                       | 航空総隊司令官         |
| 11 | 上田泰弘   | 1970.7.1 - 1971.6.30    | 陸士49期・ 陸大58期                | 北部航空方面隊司令官                           | 航空幕僚長             |
| 12 | 石川貫之   | 1971.7.1 - 1971.8.9     | 陸士50期                           | 飛行教育集団司令官                             | 航空幕僚長             |
| 13 | 白川元春   | 1971.8.10 - 1973.6.30   | 陸士51期・ 陸大58期                | 統合幕僚会議事務局長 兼 統合幕僚学校長         | 航空幕僚長             |
| 14 | 鈴木瞭五郎 | 1973.7.1 - 1974.6.30    | 海兵68期                           | 北部航空方面隊司令官                           | 航空総隊司令官         |
| 15 | 平野晃     | 1974.7.1 - 1976.10.14   | 海兵69期                           | 北部航空方面隊司令官                           | 航空幕僚長             |
| 16 | 鉾田太郎   | 1976.10.15 - 1977.10.19 | 陸士55期                           | 中部航空方面隊司令官                           | 航空自衛隊補給統制処長 |
| 17 | 伊中四郎   | 1977.10.20 - 1979.3.15  | 海兵72期                           | 航空自衛隊第1術科学校長 兼 浜松南基地司令      | 航空自衛隊補給統制処長 |
| 18 | 生田目修   | 1979.3.16 - 1981.2.16   | 陸航士58期                         | 西部航空方面隊司令官                           | 航空幕僚長             |
| 19 | 松井泰夫   | 1981.2.17 - 1982.6.30   | 陸航士59期                         | 南西航空混成団司令                             | 航空総隊司令官         |
| 20 | 森繁弘     | 1982.7.1 - 1983.4.25    | 陸航士60期                         | 北部航空方面隊司令官                           | 航空幕僚長             |
| 21 | 勝屋太郎   | 1983.4.26 - 1984.7.2    | 陸航士60期・ 立教大学 昭和26年卒   | 航空自衛隊幹部候補生学校長 兼 奈良基地司令     | 退職                   |
| 22 | 渡光雄     | 1984.7.2 - 1985.3.15    | 早稲田大学 昭和26年卒              | 航空幕僚監部装備部長 →1984.3.2航空幕僚監部勤務 | 航空自衛隊補給本部長   |
| 23 | 大村平     | 1985.3.16 - 1986.2.5    | 名幼48期・ 東京工業大学 昭和28年卒 | 西部航空方面隊司令官                           | 航空幕僚長             |
| 24 | 谷篤志     | 1986.2.6 - 1987.12.10   | 広島大学・ 7期幹候                 | 航空幕僚監部監察官                             | 航空総隊司令官         |
| 25 | 鈴木昭雄   | 1987.12.11 - 1989.6.29  | 防大1期                            | 北部航空方面隊司令官                           | 航空総隊司令官         |
| 26 | 庄克彦     | 1989.6.30 - 1991.3.15   | 防大2期                            | 西部航空方面隊司令官                           | 航空自衛隊補給本部長   |
| 27 | 佐川明彦   | 1991.3.16 - 1992.3.15   | 防大3期                            | 南西航空混成団司令                             | 航空自衛隊補給本部長   |
| 28 | 杉山蕃     | 1992.3.16 - 1993.6.30   | 防大4期                            | 北部航空方面隊司令官                           | 航空総隊司令官         |
| 29 | 村木鴻二   | 1993.7.1 - 1996.3.24    | 防大6期                            | 南西航空混成団司令                             | 航空幕僚長             |
| 30 | 平岡裕治   | 1996.3.25 - 1997.12.7   | 防大8期                            | 南西航空混成団司令                             | 航空幕僚長             |
| 31 | 大串康夫   | 1997.12.8 - 1999.7.8    | 防大10期                           | 航空開発実験集団司令官                         | 航空総隊司令官         |
| 32 | 遠竹郁夫   | 1999.7.9 - 2001.3.26    | 防大11期                           | 中部航空方面隊司令官                           | 航空幕僚長             |
| 33 | 小田邦博   | 2001.3.27 - 2002.3.21   | 防大13期                           | 南西航空混成団司令                             | 航空教育集団司令官     |
| 34 | 吉田正     | 2002.3.22 - 2003.3.26   | 防大14期                           | 西部航空方面隊司令官                           | 航空教育集団司令官     |
| 35 | 星野雄三   | 2003.3.27 - 2005.1.11   | 防大15期                           | 航空開発実験集団司令官                         | 航空教育集団司令官     |
| 36 | 小鹿勝見   | 2005.1.12 - 2005.7.27   | 防大16期                           | 南西航空混成団司令                             | 航空自衛隊補給本部長   |
| 37 | 永田久雄   | 2005.7.28 - 2007.3.27   | 防大17期                           | 中部航空方面隊司令官                           | 航空総隊司令官         |
| 39 | 菊川忠継   | 2007.3.28 - 2008.7.31   | 防大18期                           | 北部航空方面隊司令官                           | 航空教育集団司令官     |
| 40 | 岩﨑茂     | 2008.8.1 - 2009.7.20    | 防大19期                           | 西部航空方面隊司令官                           | 航空総隊司令官         |
| 41 | 長島修照   | 2009.7.21 - 2011.8.5    | 防大20期                           | 航空開発実験集団司令官                         | 退職                   |
| 42 | 中島邦祐   | 2011.8.5 - 2013.8.21    | 防大23期                           | 西部航空方面隊司令官                           | 航空総隊司令官         |
| 43 | 福江広明   | 2013.8.22 - 2014.8.4    | 防大25期                           | 西部航空方面隊司令官                           | 航空支援集団司令官     |
| 44 | 森本哲生   | 2014.8.5 - 2015.11.30   | 防大25期                           | 北部航空方面隊司令官                           | 航空教育集団司令官     |
| 45 | 丸茂吉成   | 2015.12.1 - 2017.12.19  | 防大27期                           | 西部航空方面隊司令官                           | 航空幕僚長             |
| 46 | 荒木文博   | 2017.12.20 - 2019.12.19 | 防大28期                           | 航空開発実験集団司令官                         | 退職                   |
| 47 | 内倉浩昭   | 2019.12.20 - 2020.8.24  | 防大31期                           | 防衛装備庁長官官房装備官                       | 航空総隊司令官         |
| 48 | 阿部睦晴   | 2020.8.25 - 2022.12.22  | 防大32期                           | 航空自衛隊幹部学校長 兼 目黒基地司令           | 航空自衛隊補給本部長   |
| 49 | 小笠原卓人 | 2022.12.23 - 2025.7.31  | 防大34期                           | 中部航空方面隊司令官                           | 航空教育集団司令官     |
| 50 | 門間政仁   | 2025.8.1 -              | 防大36期                           | 中部航空方面隊司令官                           |                        |